# Ytri(III) chloride
Ytri(III) chloride là một hợp chất vô cơ của ytri và ion chloride với công thức hóa học YCl3. Nó tồn tại ở hai dạng, dạng hexahydrat YCl3(H2O)6 và dạng khan. Cả hai đều là chất rắn không màu, tan nhiều trong nước và dễ chảy.

## Cấu trúc
YCl3 rắn có cấu trúc lập phương với các ion chloride và ion ytri được bao bọc gần nhau lấp đầy một phần ba (⅓) các lỗ bát diện và kết quả là khối bát diện YCl6 chia sẻ ba cạnh với khối bát diện liền kề, tạo ra một cấu trúc phân lớp. Cấu trúc này giống với một loạt các hợp chất, đặc biệt là AlCl3.

## Điều chế và phản ứng
YCl3 thường được điều chế từ amoni chloride, bắt đầu từ Y2O3, hexahydrat hoặc oxychloride. Các phương pháp này tạo ra (NH4)2YCl5:
10NH4Cl  +  Y2O3  →  2(NH4)2YCl5  +  6NH3 + 3H2O
YCl3·6H2O + 2NH4Cl → (NH4)2YCl5 + 6H2O
Phức pentachloride bị phân hủy nhiệt theo phương trình sau:
(NH4)2YCl5 → 2NH4Cl + YCl3
Phản ứng nhiệt phân xảy ra tạo chất trung gian là NH4Y2Cl7.
Xử lý Y2O3 với dung dịch HCl tạo ra hexahydrat (YCl3·6H2O). Khi đun nóng, muối này tạo ra ytri(III) oxychloride mà không chuyển thành dạng khan.

## Hợp chất khác
YCl3 còn tạo một số hợp chất với CO(NH2)2, như YCl3·4CO(NH2)2·4H2O và YCl3·6CO(NH2)2·2H2O là tinh thể không màu.